# Bill Smith (Pokerspieler)
Bill Smith (* 14. März 1934 in Roswell, New Mexico; † 28. Februar 1996 in Nevada) war ein professioneller US-amerikanischer Pokerspieler.

## Karriere
Smith war während der 1980er ein Dauerteilnehmer der World Series of Poker in Las Vegas. Beim Main Event war er an drei verschiedenen Finaltischen. Während er 1981 und 1986 jeweils den fünften Platz erreichte, gewann er 1985 den Titel und 700.000 Dollar Preisgeld.